# Carl Harries
Pour les articles homonymes, voir Harries.
Carl Dietrich Harries, né le 5 août 1866 à Luckenwalde, arrondissement de Jüterbog-Luckenwalde en province de Brandebourg et mort le 3 novembre 1923 à Berlin, est un chimiste allemand.

## Biographie
Il reçut son doctorat en 1892. En 1900, il se marie avec Hertha von Siemens qui n'est autre que la fille de l'industriel Werner von Siemens. Son arrière-grand-père est l'écrivain et théologien Heinrich Harries.
En 1904, il devint professeur à l'université de Kiel, il y restera jusqu'en 1916. Durant cette période, il publia de nombreux articles sur l'ozonolyse (sa publication principale datant de 1905).
Déçu de la vie académique, il quitta l'université de Kiel pour devenir le directeur des recherches chez Siemens et Halske.
Carl Dietrich Harries mourut le 3 novembre 1923 suites d'un cancer.

## Récompense
Il reçut la Médaille Liebig en 1912.